# ロスアンゼルス (競走馬)
ロスアンゼルス（Los Angeles）は、アイルランドの競走馬。主な勝ち鞍は2023年のクリテリウムドサンクルー、2024年のアイリッシュダービー、2025年のタタソールズゴールドカップ。
一部ロサンゼルス表記も見られており、日本にもロサンゼルスで登録されている競走馬が存在する(こちらは父はカリフォルニアクローム)。

## 概要

### 2歳（2023年）
9月3日のティペラリー競馬場の未勝利戦をシーミー・ヘファナンを背に初勝利。
10月22日のクリテリウムドサンクルー(G1)ではクリストフ・スミヨンを背に1番人気で出走。中団から第4コーナーで外埒沿いから進出。アイランドインザストリームとの競り合いとなるも、これを3/4馬身差で制してG1初制覇を果たした。

### 3歳（2024年）
5月12日のアイリッシュダービートライアルステークス(G3)にウェイン・ローダンを背に1番人気で出走。同厩のユーフォリックが作った流れの3番手で追走。直線では残り1ハロンのところで先頭に立ち、ユーフォリックに1馬身差つけて勝利。無傷の3連勝とした。
6月1日のダービーステークス(G1)には3番人気タイで出走するも、シティオブトロイの3着に敗れた。
6月30日のアイリッシュダービーでは1番人気に支持され、直線ではサンウェイらの追い上げを退けて勝利し、G1レース2勝目を飾った。
9月14日のアイリッシュチャンピオンステークスではレース中は後方集団でレースを進め直線で大外から追い込むも、エコノミクス、オーギュストロダン、シンエンペラーに次ぐ4着で入線した。

## 血統表
| ロスアンゼルスの血統     | ロスアンゼルスの血統                                        | ロスアンゼルスの血統                                        | （血統表の出典）                                            | （血統表の出典） |
| 父系                     | サドラーズウェルズ系                                        | サドラーズウェルズ系                                        | サドラーズウェルズ系                                        | [ § 2 ]          |
| 父 Camelot 鹿毛 2009     | 父の父Montjeu 鹿毛 1996                                     | Sadler's Wells                                              | Northern Dancer                                             | Northern Dancer  |
| 父 Camelot 鹿毛 2009     | 父の父Montjeu 鹿毛 1996                                     | Sadler's Wells                                              | Fairy Bridge                                                |                  |
| 父 Camelot 鹿毛 2009     | 父の父Montjeu 鹿毛 1996                                     | Floripedes                                                  | Top Ville                                                   | Top Ville        |
| 父 Camelot 鹿毛 2009     | 父の父Montjeu 鹿毛 1996                                     | Floripedes                                                  | Toute Cy                                                    |                  |
| 父 Camelot 鹿毛 2009     | 父の母Tarfah 鹿毛 2001                                      | Kingmambo                                                   | Mr. Prospector                                              | Mr. Prospector   |
| 父 Camelot 鹿毛 2009     | 父の母Tarfah 鹿毛 2001                                      | Kingmambo                                                   | Miesque                                                     |                  |
| 父 Camelot 鹿毛 2009     | 父の母Tarfah 鹿毛 2001                                      | Fickle                                                      | *デインヒル                                                 | *デインヒル      |
| 父 Camelot 鹿毛 2009     | 父の母Tarfah 鹿毛 2001                                      | Fickle                                                      | Fade                                                        |                  |
| 母 Frequential 鹿毛 2014 | 母の父Dansili 黒鹿毛 1996                                   | *デインヒル                                                 | Danzig                                                      | Danzig           |
| 母 Frequential 鹿毛 2014 | 母の父Dansili 黒鹿毛 1996                                   | *デインヒル                                                 | Razyana                                                     |                  |
| 母 Frequential 鹿毛 2014 | 母の父Dansili 黒鹿毛 1996                                   | Hasili                                                      | Kahyasi                                                     | Kahyasi          |
| 母 Frequential 鹿毛 2014 | 母の父Dansili 黒鹿毛 1996                                   | Hasili                                                      | Kerali                                                      |                  |
| 母 Frequential 鹿毛 2014 | 母の母Violante 鹿毛 2008                                    | Kingmambo                                                   | Mr. Prospector                                              | Mr. Prospector   |
| 母 Frequential 鹿毛 2014 | 母の母Violante 鹿毛 2008                                    | Kingmambo                                                   | Miesque                                                     |                  |
| 母 Frequential 鹿毛 2014 | 母の母Violante 鹿毛 2008                                    | Allez les Trois                                             | Riverman                                                    | Riverman         |
| 母 Frequential 鹿毛 2014 | 母の母Violante 鹿毛 2008                                    | Allez les Trois                                             | Allegretta                                                  |                  |
| 母系(F-No.)              | Adelaide系(FN:F9-h)                                         | Adelaide系(FN:F9-h)                                         | Adelaide系(FN:F9-h)                                         | [ § 3 ]          |
| 5代内の近親交配          | Kingmambo：S3×M3、デインヒル：M3×S4、Northern Dancer：S4×M5 | Kingmambo：S3×M3、デインヒル：M3×S4、Northern Dancer：S4×M5 | Kingmambo：S3×M3、デインヒル：M3×S4、Northern Dancer：S4×M5 | [ § 4 ]          |
| 出典                     | 1. 2. 3. 4.                                                 | 1. 2. 3. 4.                                                 | 1. 2. 3. 4.                                                 | 1. 2. 3. 4.      |

- 叔母に2015年のメシドール賞を制したインパルシフがいる[5]。